# Wenyingia
Wenyingia es un género de Protura en la familia Acerentomidae.

## Especies
- Wenyingia kurosawai (Imadaté, 1986)